# Богун, Джон де, 5-й граф Херефорд
Джон де Богун (англ. John de Bohun, 23 ноября 1306 — 20 января 1336) — 5-й граф Херефорд, 4-й граф Эссекс с 1322, лорд Верховный констебль Англии 1322—1330, сын Хамфри VII де Богуна, 4-го графа Херефорда и 3-го графа Эссекса, и английской принцессы Елизаветы Рудланской, дочери короля Англии Эдуарда I и Элеоноры Кастильской.

## Биография
Джон был вторым сыном Хамфри Бохана и английской принцессы Елизаветы Рудландской. Поскольку его старший брат Хамфри умер младенцем, то Джон стал наследником обширных владений отца в Уилтшире, Эссексе и Валлийской марке. Однако его отец, участвовавший в восстании баронов против короля Эдуарда II, погиб в 1322 году в битве при Боробридже. Его владения были конфискованы. В тот момент Джону было 16 лет.
Владения Джону были возвращены только после свержения Эдуарда II в 1326 году. Кроме того, он получил наследственный в роду Богунов пост констебля Англии. Он вместе с братьями участвовал в кампании, закончившейся низложением Эдуарда II и возведением на английский престол Эдуарда III, а в 1330 году активно участвовал в свержении Роджера Мортимера, 1-го графа Марча, любовника королевы Изабеллы и фактического правителя Англии после свержения Эдуарда II. Джон принял участие в шотландских походах Эдуарда III, однако он обладал довольно слабым здоровьем. В результате 26 октября 1330 года Джон по настоянию короля был вынужден передать обязанности констебля Англии своему младшему брату Эдварду. Эдвард погиб в 1334 году, возможно, что после этого обязанности констебля выполнял другой из младших братьев, но документальных свидетельств на этот счёт нет.
Джон не играл заметной роли в политической жизни страны. Он умер 20 января 1336 года в Киркби Тор в Уэстморленде и был похоронен в Стратфордском аббатстве около Лондона. Поскольку от двух браков детей он не оставил, то его владения унаследовал младший брат Хамфри.
Джон является одним из действующих лиц исторического романа Мориса Дрюона «Лилия и Лев» цикла «Проклятые короли».

## Брак
1-я жена: с февраля 1325 (папское разрешение) Элис Фицалан, дочь Эдмунда Фицалана, 9-го графа Арундела, и Элис де Варенн. Детей не было.
2-я жена: Маргарет Бассет (ум. после 1 декабря 1347), дочь Ральфа Бассета, 2-го барона Бассета из Дрейтона, и Джоан Грей из Уилтона. Детей не было.